# Gewerbehaus (Dresden)

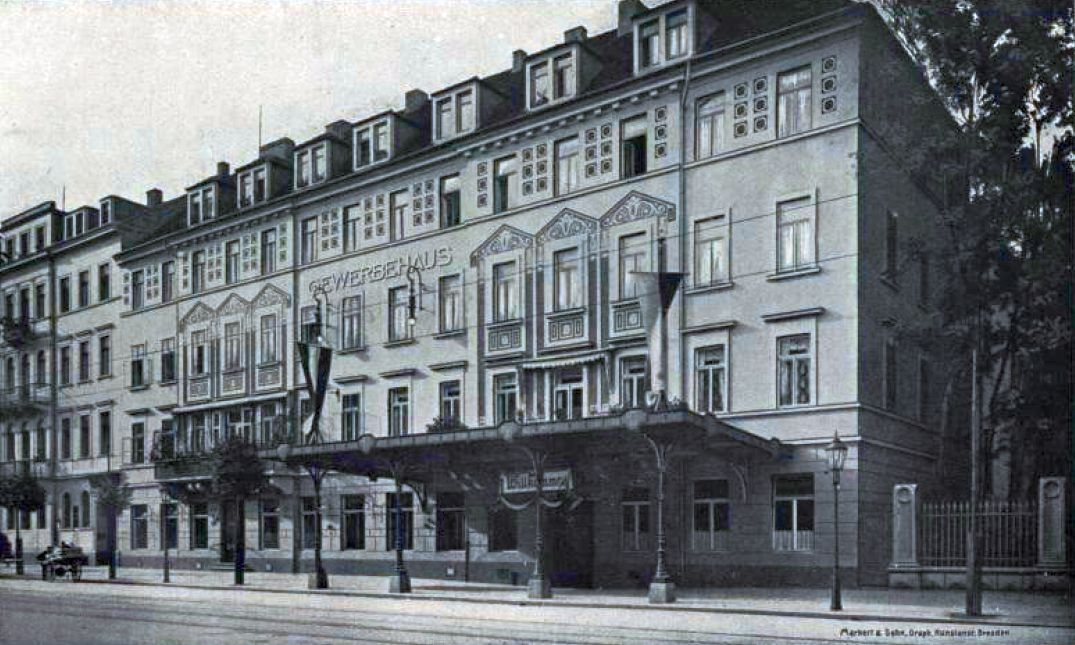
Ansicht von der Ostra-Allee etwa 1908

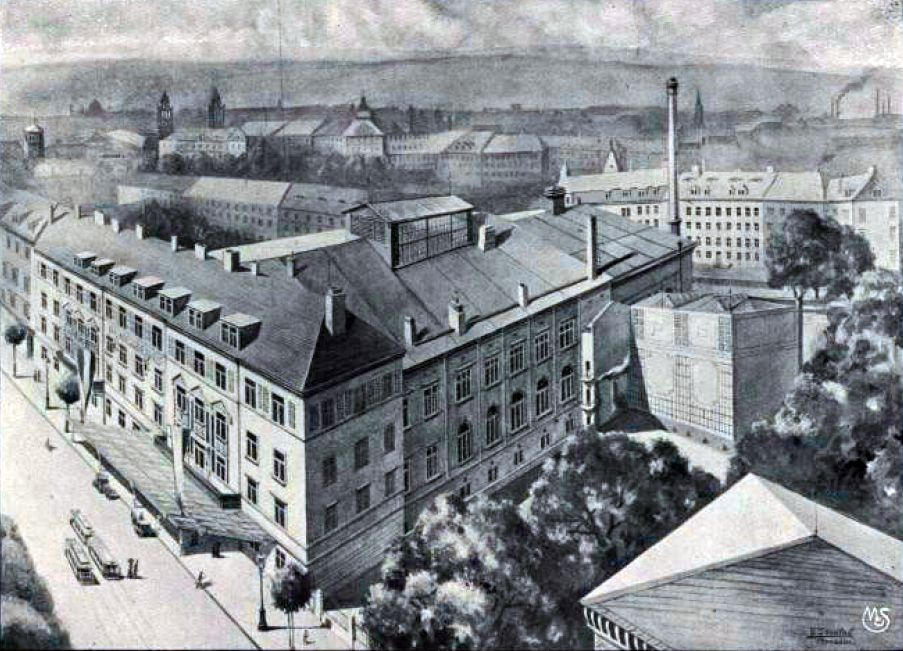
Vorn links die Ostra-Allee, in der Mitte der große Saal etwa 1908

Das Gewerbehaus in Dresden entstand durch den Umbau eines Wohnhauses an der Ostra-Allee für den Gewerbeverein. Im angebauten großen Saal wurde 1871 die Gewerbehaus-Kapelle gegründet, die nach Umbenennungen 1915 und 1923 zur heutigen Dresdner Philharmonie wurde. Das Gewerbehaus wurde 1944/45 zerstört, an seiner Stelle befindet sich nach der Großflächenenttrümmerung Dresdens heute die Durchführung der Hertha-Lindner-Straße von der Schweriner Straße aus und deren Einmündung in die Ostra-Allee.

## Geschichte

### Dresdner Gewerbeverein
Im Januar 1834 wurde in Dresden ein Gewerbeverein gegründet. Maßgeblich an der Gründung des Dresdner Gewerbevereins beteiligt war neben anderen der Ingenieurwissenschaftler, Unternehmer und Professor Johann Andreas Schubert. Er war auch der erste Vorsitzende des Dresdner Vereins. Durch Vorträge, Schulungen und Ausstellungen wollte der Verein die technische Bildung in Dresden heben und das wissenschaftliche Denken fördern. Der Verein wurde von der sächsischen Staatsregierung finanziell unterstützt und durfte seine Versammlungen und Vorträge in der Technischen Bildungsanstalt, der heutigen TU Dresden, halten. Die Gründung fiel in eine Phase des Aufbruchs; in Sachsen entstanden die Eisenbahn und Aktiengesellschaften.
1846 entwarf Albert Christian Weinlig im Ministerium des Innern in Dresden eine neue Gewerbeordnung mit Handelskammern, Gewerbegerichten sowie mit Einbindung der Innungen. Lokale Gewerbevereine wurden zur Förderung der heimischen Wirtschaft gegründet und führten lokalen Ausstellungen durch. Schubert organisierte 1854 im Hôtel de Pologne die Erste große sächsische Gewerbeausstellung mit 4000 Besuchern (unter anderem Mitgliedern des Königshauses) und 1856 eine Industrieausstellung im Johanneum.

### Bau des Gewerbehauses
Die wachsenden Mitgliederzahlen des Gewerbevereins machten es bald schwierig, geeignete Räume für Versammlungen zu finden. Außerdem wollte man gern die Bibliothek, Lesezimmer, Ausstellungsräume und die Gewerbeschule gemeinsam unterbringen. Eine Kommission suchte ab Februar 1864 geeignete Grundstücke oder Immobilien für einen Neu- oder Ausbau.
Nach verschiedenen erfolglosen Ansätzen wurden die Bürger aufgefordert, passende Grundstücke im Dresdner Zentrum anzubieten. Es gingen verschiedene Angebote ein. Der Verein entschied sich für das von Hofrat Flemming. So beschloss der Vorstand im März 1869 „das Flemming’sche Haus auf der Ostra-Allee 7 (später 13) mit 50.000 Talern zu erwerben und mit 30.000 Talern einzurichten“. Um diesen Betrag aufzubringen, wurden unter anderem Schuldscheine ausgegeben. Von 1843 bis 1847 hatte Richard Wagner im Flemming’schen Haus gewohnt.
Nach Plänen des Architekten Bernhard Schreiber wurde der vierte Stock des Gebäudes zu Wohnungen umgebaut, das Erdgeschoss und der Keller zu einer Gastwirtschaft. Erster Pächter des Restaurants war der Wirt des Waldschlösschens C. Guhrmüller.

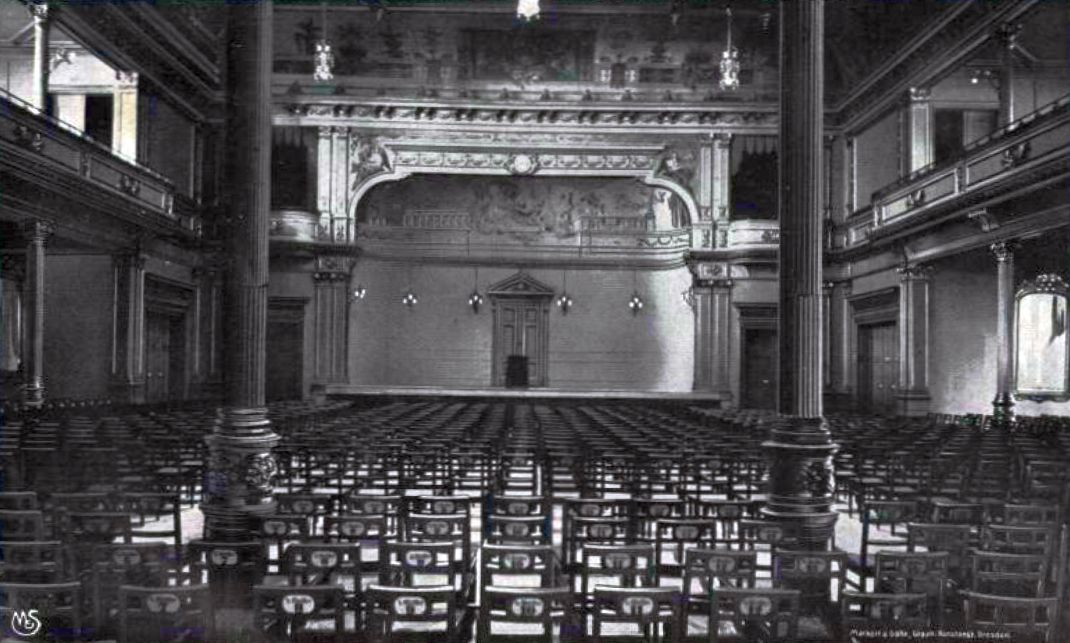
Der Große Saal um 1893

Am 5. Oktober 1869 fand die Grundsteinlegung für den Anbau eines Saals an das Vorderhaus statt. Dieser sollte innerhalb von 13 Monaten (einschließlich einer 12-wöchigen Winterpause) im Stil der Neorenaissance mit einem Orchesterpodium und einer Zuschauergalerie errichtet werden. Der am 20. November 1870 eingeweihte Saal bot Sitz- und Stehplätze für 2057 Personen. Neben diesem gab es im Gewerbehaus mehrere Nebensäle (der größte davon mit 324 Plätzen) und Vereinszimmer sowie ein Restaurant. Die Säle waren mit vielen Stuckelementen sowie Säulen mit Kapitellen ausgestattet, deren Decken wurden mit Malereien von Landschaften, Blumengirlanden und Putten versehen. Der festliche Raumeindruck wurde durch die Verwendung zahlreicher Materialien, wie Blattgold, Marmor, Samt und Messing vertieft: Sie sollten so eine Stätte der Belehrung und der Erholung für den Gewerbeverein und „jede anständige Gesellschaft“ werden.

### Das Gewerbehaus als Konzertsaal

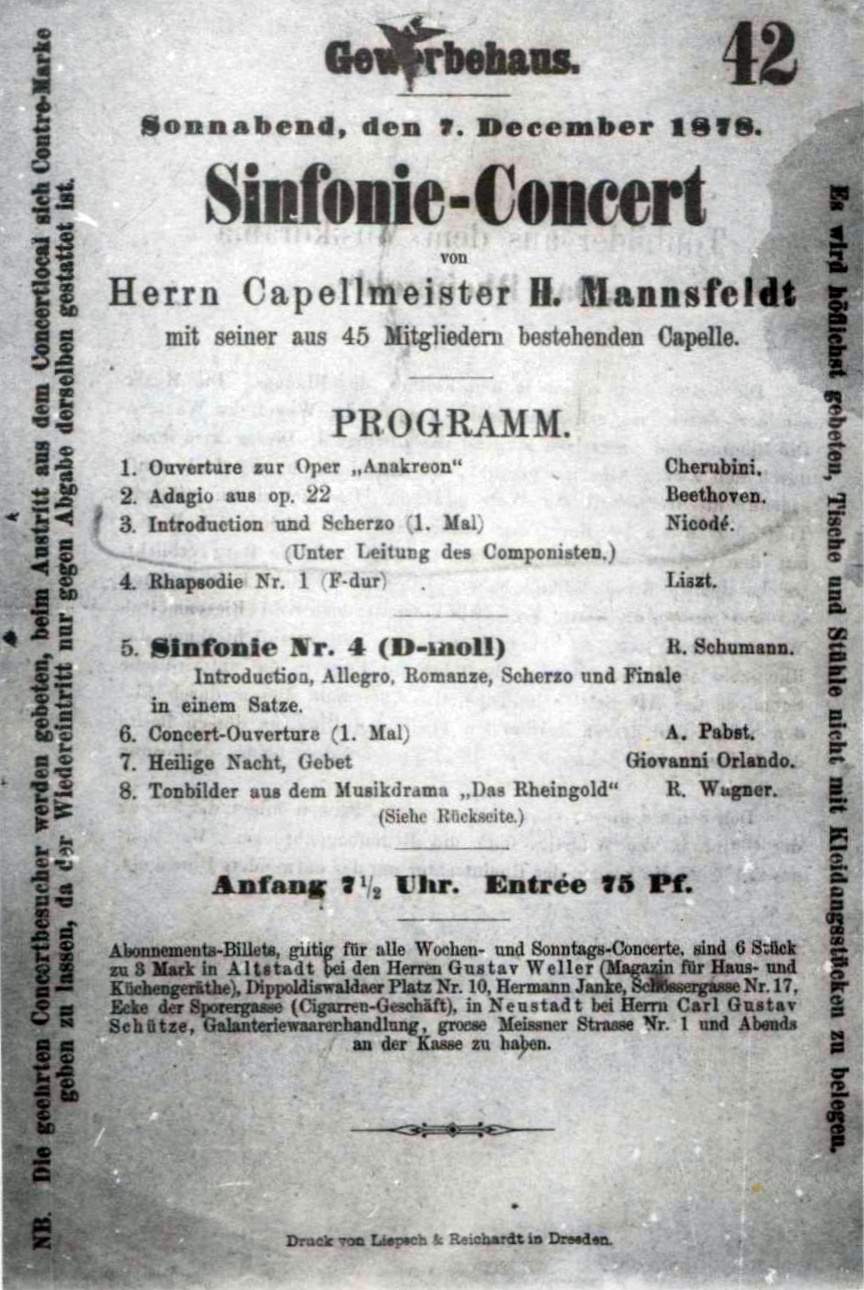
Eines der ersten Konzertprogramme vom 7. Dezember 1878

Konzert des Gewerbehaus-Orchesters im Saal des Gewerbehauses (1913)

Der für Vorträge gedachte große Saal besaß auch für philharmonische Konzerte eine hervorragende Akustik. Zur Einweihung des Saals spielte die Kapelle des Stadtmusikkorps unter Leitung von Moritz Erdmann Puffholdt Beethovens Ouvertüre zu Die Weihe des Hauses und Carl Maria von Webers Jubel-Ouvertüre. Ein Viertel der Konzerteinnahmen gingen an das Orchester. Knapp einen Monat nach der Eröffnung wurde des hundertsten Geburtstags Beethovens mit einem großen Konzert gedacht.
Das Gewerbehaus bildete im April 1871 ein eigenes Orchester mit 56 Musikern. Erster Kapellmeister wurde Hermann Gustav Mannsfeldt, der mit einem Teil seines Orchesters aus Kassel gekommen war und dem es gelang, einen Großteil der Musiker des Stadtmusikkorps abzuwerben. Das neue Orchester gab regelmäßig Konzerte zu vergleichsweise kleinen Eintrittspreisen und sorgte für einen Aufschwung des bürgerlichen Konzertlebens in Dresden. Am 28. Januar 1879 fand bereits das tausendste Konzert der Kapelle statt. Neben Konzerten mit kürzeren Titeln etablierten sich ab 1883/1884 auch „Historische Concerte“ und „Concerte ohne Tabakrauch“, die einer anspruchsvollen Dramaturgie folgten.
Am 24. Oktober 1888 dirigierte Richard Strauss im Gewerbehaus-Saal – zum ersten Mal in Dresden. Zu Gast waren außerdem Anton Grigorjewitsch Rubinstein 1875, Pjotr Iljitsch Tschaikowski und Antonín Dvořák. Auch Clara Schumann trat zwischen 1870 und 1915 häufig im Gewerbehaus auf.
Die Gewerbehaus-Kapelle selbst wurde 1915 in Dresdner Philharmonisches Orchester umbenannt und 1923 in Dresdner Philharmonie.

### Betrieb des Gewerbehauses

Programm zur Vorfeier des Kaisergeburtstags 1887

Neben Vereinsversammlungen und Konzerten fanden im Gewerbehaussaal Ausstellungen, Feiern, Versammlungen und Bälle statt. Im Sommer 1875 fand zum Beispiel im Gewerbehaus unter Einbeziehung des angrenzenden Herzogin-Gartens und des Orangeriehauses eine weitere Sächsische Landesausstellung für Gegenstände des Gewerbes und der Industrie mit 1250 Ausstellern statt. Diese wurde an manchen Tagen von bis zu 10.000 Gästen besucht.
Die Liberalen Sachsens trafen sich 1882 im Saal des Gewerbehauses zum Parteitag. Im Rahmen des VII. Kongresses des deutschen Schachbundes fand 1892 das erste bedeutende Dresdner Schach-Meisterturnier statt.

### Erweiterung an der Straße „Am Queckbrunnen“ und weitere Umbauten

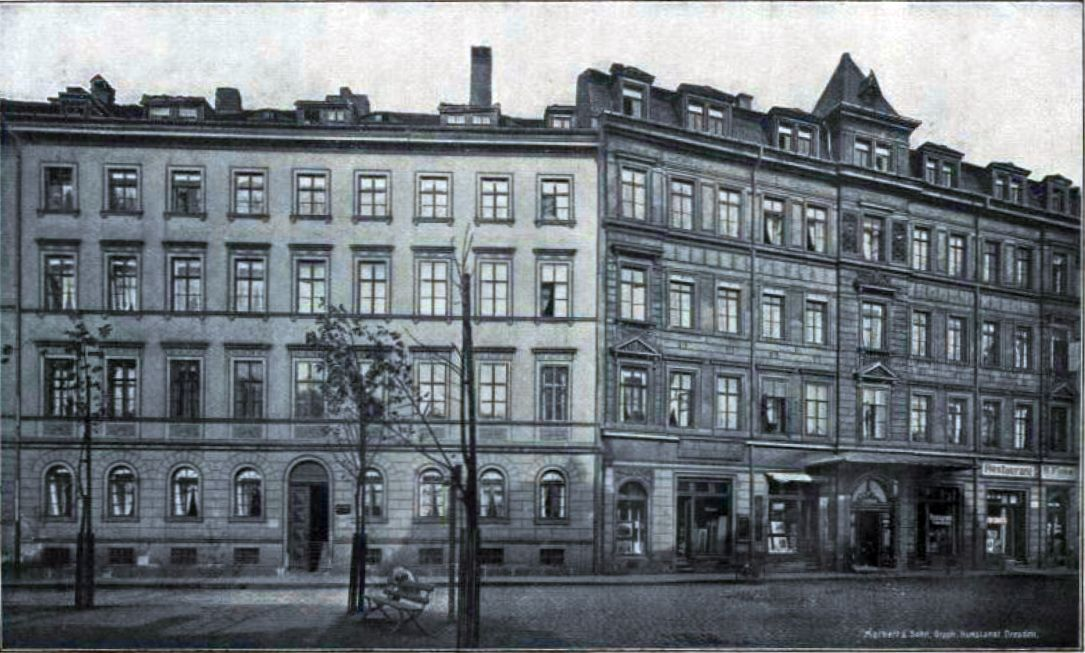
Erweiterungsbau am Queckbrunnen

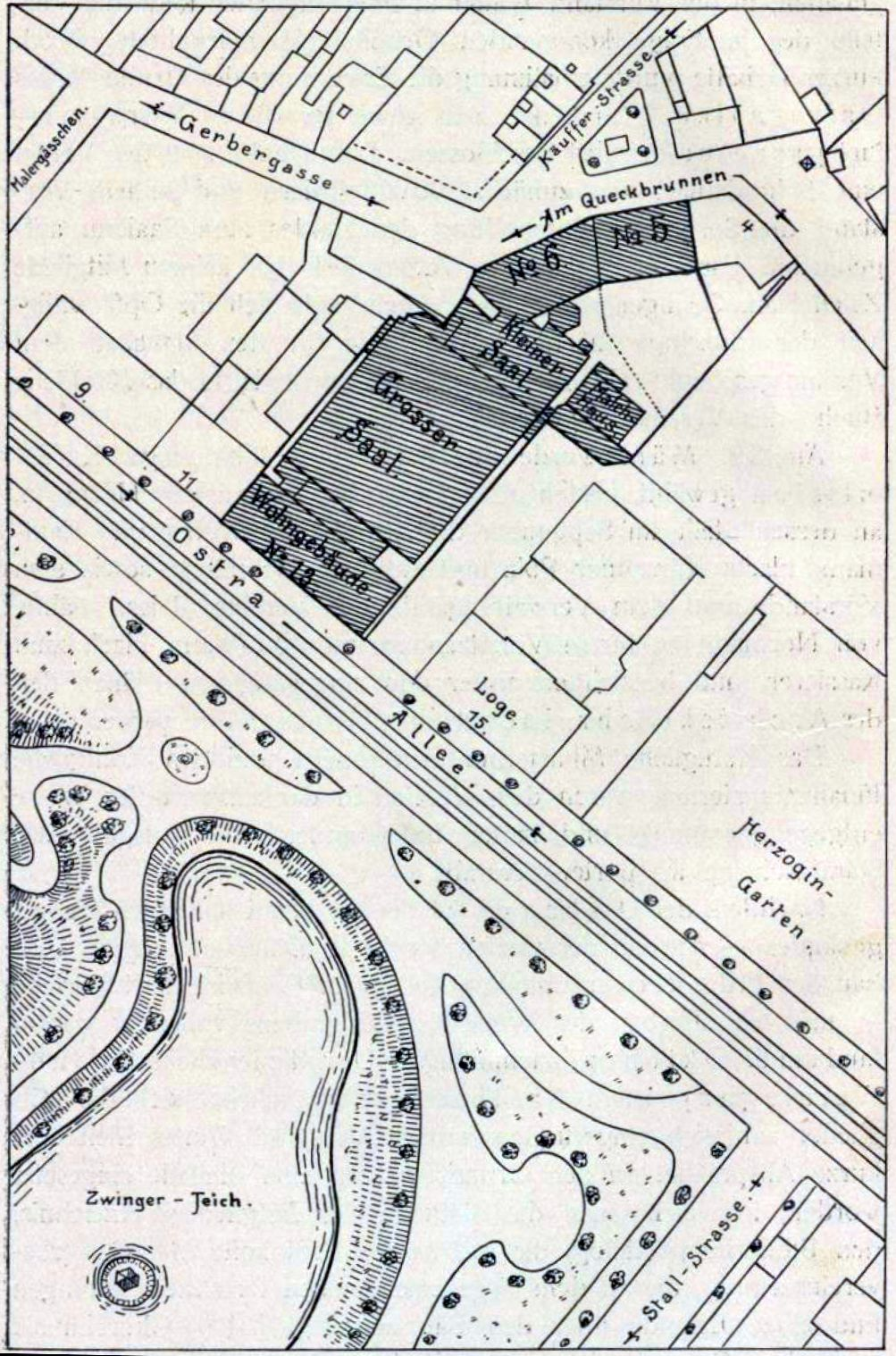
Übersicht über alle Bauten

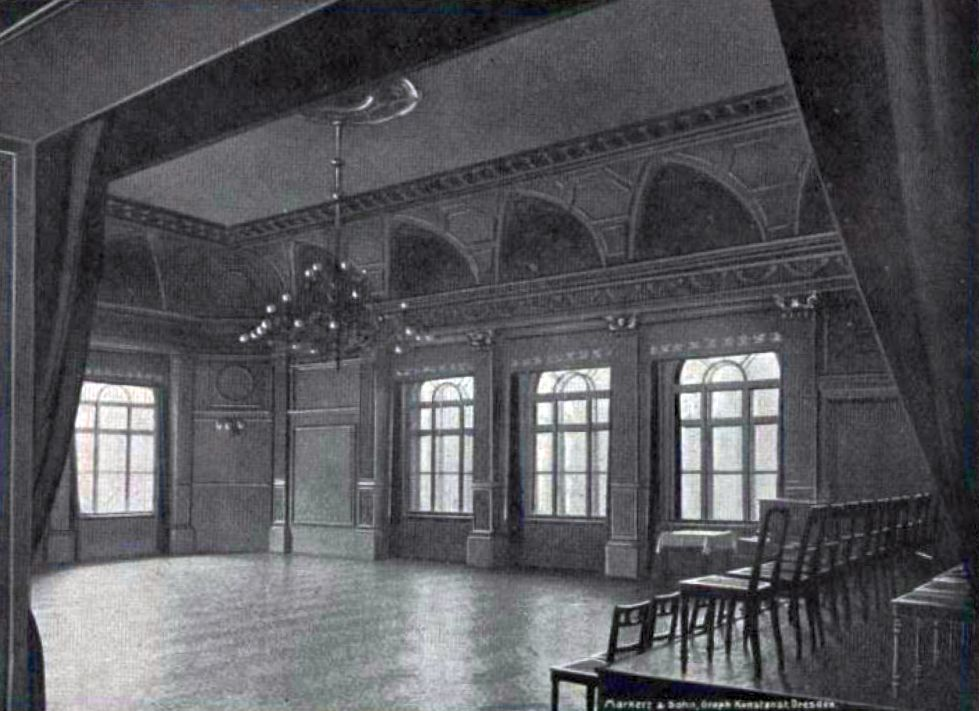
Kleiner Saal um 1904

Im Laufe der Jahre waren bei der Nutzung des großen Saals verschiedene Probleme deutlich geworden. So fehlte es oft an Nebenräumen, einer Künstlergarderobe und einem zweiten Ausgang als Rettungsweg.
Unerwartet bot sich 1880 die Möglichkeit, dem Abhilfe zu schaffen. Am 13. August kam das Grundstück Gerbergasse 15 (heute Theaterstraße/Am Queckbrunnen) zur Versteigerung. Der Gewerbeverein erhielt für 44.000 Mark den Zuschlag. Die Bebauung auf dem Grundstück wurde abgerissen. Für 76.000 Mark entstand, wieder nach Plänen von Bernhard Schreiber, ein großes Wohnhaus mit fünf Läden im Erdgeschoss. Der Neubau enthielt drei Stockwerke mit Mansarddach. Grundstück, Neubauten und Ausstattung hatten insgesamt 150.000 Mark gekostet.
Zwischen dem Neubau und dem großen Saal entstand wiederum im gleichen Zeitraum ein Anbau, der Nebenräume und einen zweiten Ausgang für den großen Saal boten. Am 6. Februar 1882 konnte diese Erweiterung des Saals eingeweiht werden. Zeitgleich entstanden ein kleiner Saal mit einer Fläche von gut 150 Quadratmeter und ein Speisesaal von 76 Quadratmetern.
1892 erhielt der große Saal ein neues Parkett. Er wurde, wie auch die Nebenräume, neu mit Ölfarbe ausgemalt. Den Wettbewerb für die Gestaltung gewann Albert Helferling von der Firma Julius Schulz. Die Kosten für die Malerei betrugen 11.600 Mark. Ebenfalls 1892 wurde die Gasbeleuchtung im Haus von der Firma Schuckert & Co. durch elektrisches Licht ersetzt. 1896 übernahm die Stadt Dresden die Gewerbeschule.
Von Beginn an gab es Kritik an den Besuchergarderoben. 1897 wurden die Beschwerden von Besuchern und der Presse lauter, so dass der Architekt Hugo Göpfert mit einer Umgestaltung beauftragt wurde. Da die 1870 eingebaute Warmluftheizung den Anforderungen nicht mehr genügte, wurde in diesem Zuge auch eine Niederdruck-Dampfheizung eingebaut. Für den Umbau mussten Böden und Säulen versetzt werden. Letztlich konnte die Garderobenfläche mehr als verdoppelt werden und bot danach Platz für 1200 Haken. Auch die Toilettenanlagen mussten vergrößert werden. Die Gesamtkosten des Umbaus lagen bei 37.000 Mark.
1900 erfolgten weitere Umbauten am Haus. Die Beleuchtungsanlagen wurden erneuert. Für die dafür nötige Maschinenanlage wurde abermals ein Anbau am Gewerbehauskomplex vorgenommen: das Kessel- und Maschinengebäude. Im Kesselhaus befanden sich zwei Kessel der Schiffswerft Übigau, wobei einer nur als Reserve vorgehalten wurde. Ab dem Umbau waren sämtliche Räume des Hauses außer den Wohnungen an eine Zentralheizung angeschlossen. Die Umbaukosten betrugen 50.000 Mark.
1904 mussten die Besuchergarderoben erneut erweitert werden, diesmal auf 1500 Haken. Größere Treppenhäuser sorgten für mehr Sicherheit. Im Juli dieses Jahrs wurde das Grundstück des Gewerbehauses umgestaltet. Zur Verbreiterung der Ostra-Allee trat der Gewerbeverein kostenfrei etwa 336 Quadratmeter Land an die Stadt ab. Dafür erhielt der Gewerbeverein 175 Quadratmeter Fläche, die durch die Verlegung des Weißeritzmühlgrabens entstanden waren. Die Stadt beteiligte sich auch an den Kosten für die Umgestaltung des Vordachs.
1906 wurde im Haus eine Feuermeldeanlage mit 83 Selbst- und 16 Tastmeldern eingebaut. Auch die Bibliothek konnte durch den Tausch von Räumen vergrößert werden und war nun Montag bis Samstag von 9 bis 13 Uhr und von 15 bis 18 Uhr verfügbar. Da der Strom abermals unzureichend für die gestiegenen Ansprüche an Beleuchtung war und Redundanz geschaffen werden sollte, wurde eine neue Dampfmaschine angeschafft. Der Verein kaufte eine 80-PS-Dampfmaschine der Firma Borsig, ergänzt um einen entsprechenden Generator von Siemens-Schuckert.
1907 wurde zum wiederholten Mal über das Rauchen während der Vorträge abgestimmt. Die große Mehrheit war für die Beibehaltung dieser Möglichkeit. Eine Ausnahme gab es, wenn der jeweilige Referent ausdrücklich dagegen stimmte. Ebenfalls 1907 konnte das 7,6 Hektar große Grundstück Am Queckbrunnen 5 als Reserve für spätere Bauten für 84.000 Mark erworben werden.
Die Außenfassade der Gebäude wurde 1933 modernisiert.

### Zweiter Weltkrieg
Ab September 1944 wurde auch im Gewerbehaus, wie in allen Theatern, jeglicher Konzertbetrieb untersagt und eingestellt. Das Haus und sein Saal wurde bei einem Luftangriff am 7. Oktober 1944 schwer getroffen und schließlich bei denen des Februar 1945 völlig zerstört. Auch die Instrumente der Philharmonie, die Notenbibliothek und das Archiv der Philharmonie gingen verloren.
Auf der Grundfläche des ehemaligen Gewerbehauses wurde in den 1950er Jahren eine Straße angelegt, nämlich die Durchführung der Hertha-Lindner-Straße (deren Vorgänger vor 1945 stumpf endete) zur Ostra-Allee. Deren Einmündung befindet sich etwa in Höhe des früheren Haupteingangs zum Gebäude. Eine Wiedererrichtung des Gebäudes, auch in moderner Form, wurde dadurch unmöglich.

## Galerie

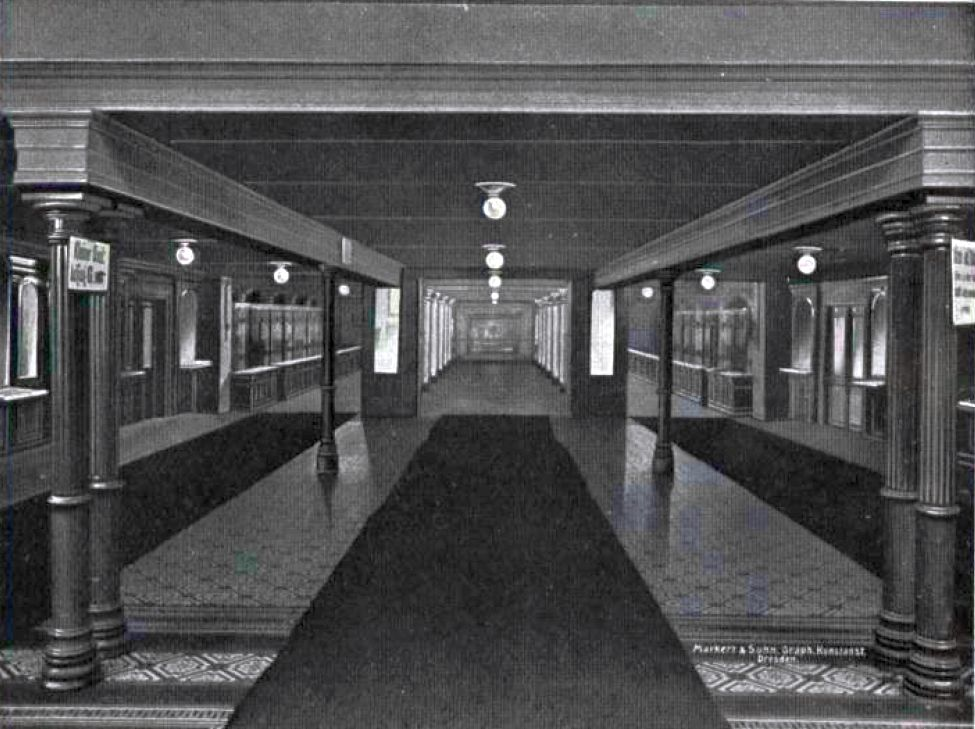
Wandelhalle zwischen den Garderoben von 1904
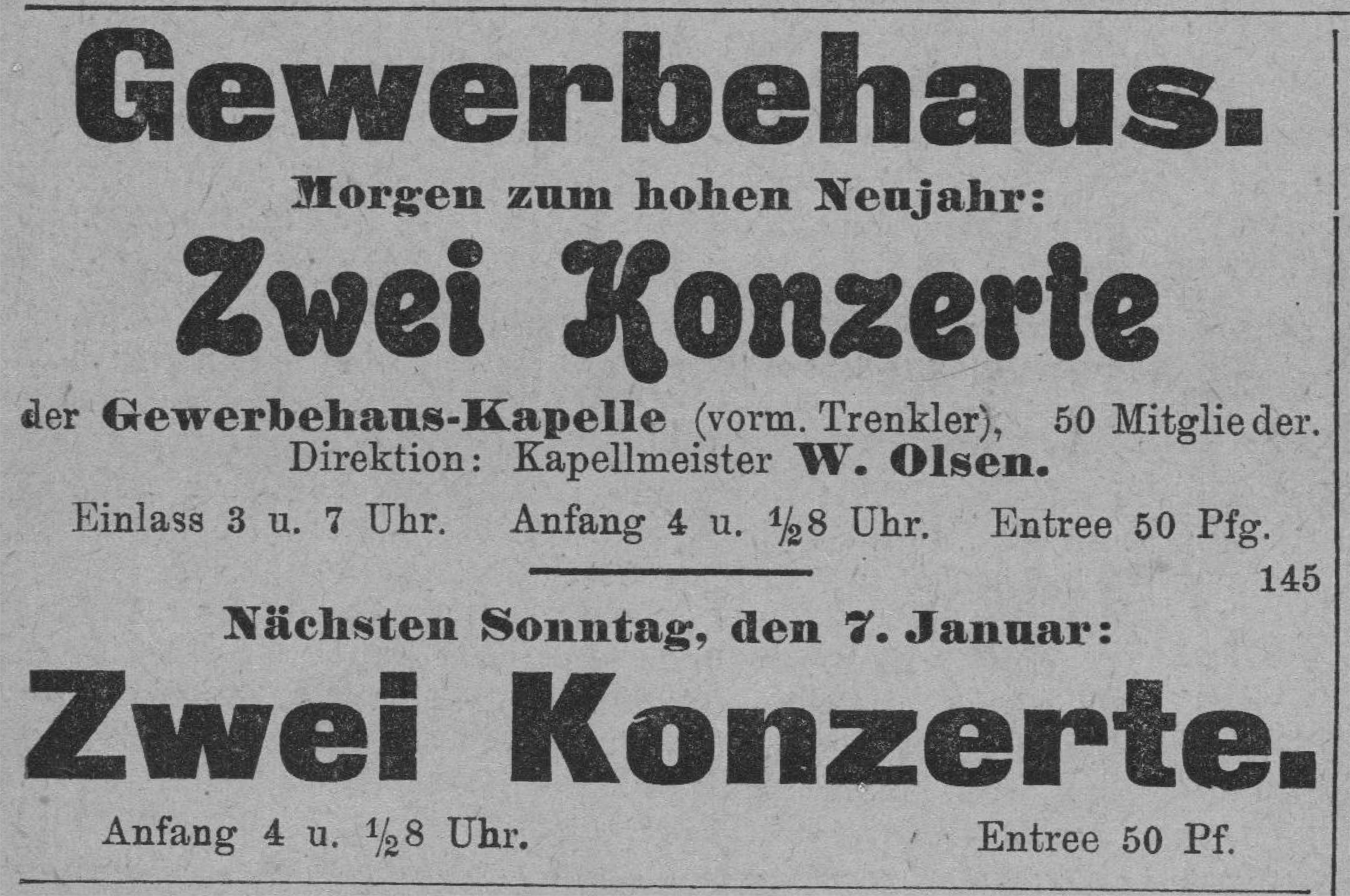
Konzertwerbung von 1906
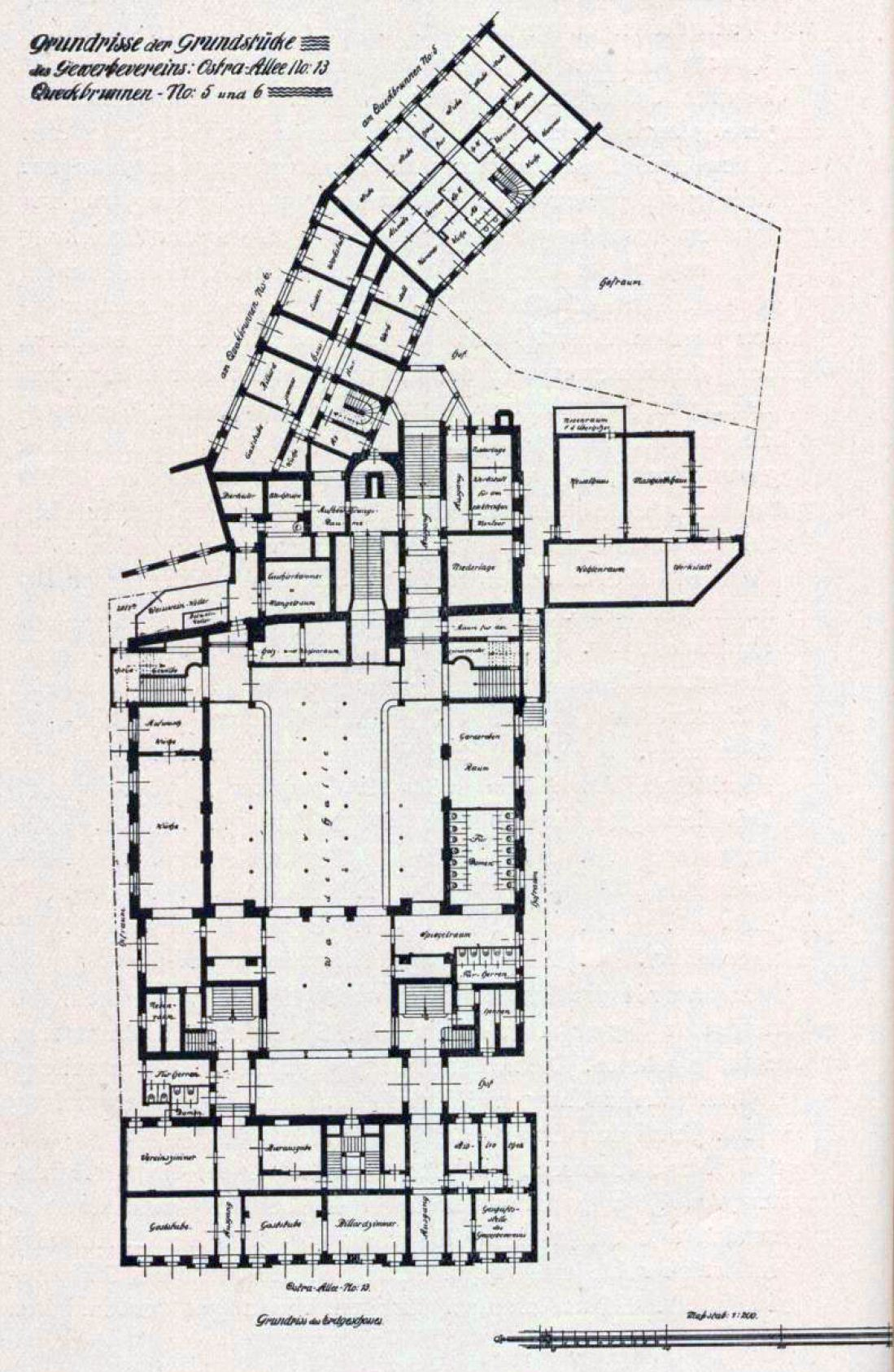
Grundriss des Erdgeschosses um 1908
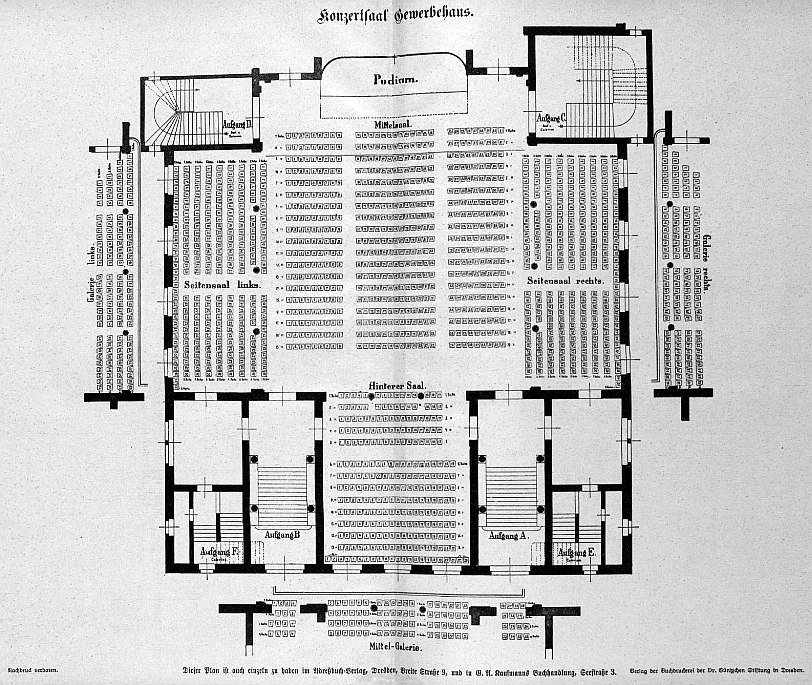
Sitzplan des Großen Saals
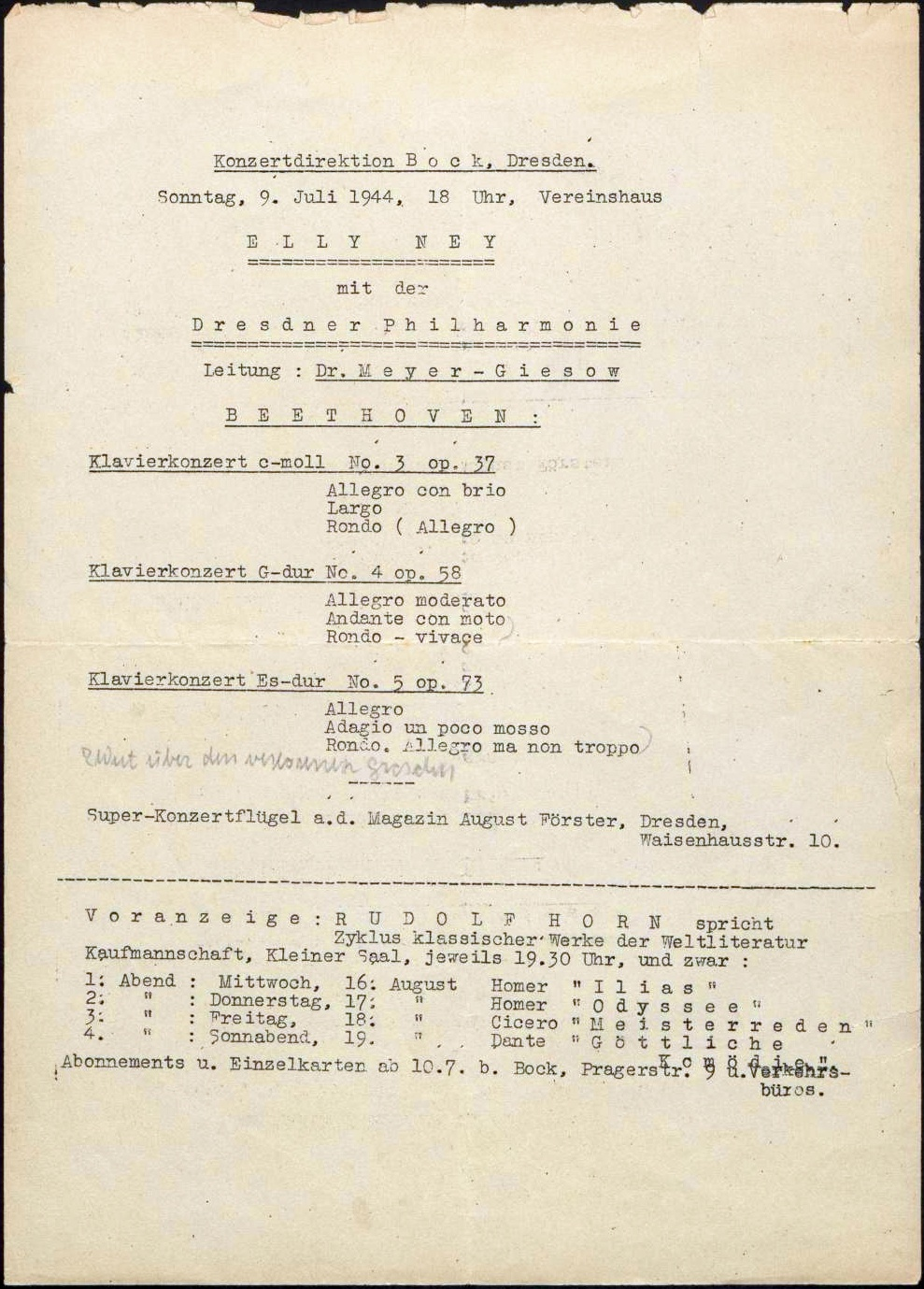
Einer der letzten Programmzettel vom 9. Juli 1944